# 새말 요금소
새말 요금소(Saemal TG)는 강원특별자치도 원주시 소초면 평장리에 위치했었던 영동고속도로 본선 상의 요금소이다.
1971년 12월 1일에 개통되었던 영동고속도로 신갈 분기점 ~ 새말 나들목 구간이 1972년 1월 1일부터 유료화 되면서 건설된 요금소이다. 이후 1975년 10월 14일 강릉 나들목까지 연장 개통된 후에도 당시 왕복 2차선으로 개통된 영동고속도로 특성 상 평면 교차로 및 개방식 요금소가 설치되어 운영되었기 때문에 계속 유지되었다.
1990년대부터 영동고속도로 전 구간에 왕복 2차선에서 4차선으로 확장이 이루어지면서 1999년 7월 15일 이 요금소 이후부터 월정 요금소 구간까지 왕복 4차선으로 확장 개통되자 기존 개방식 요금소 역할은 확장 개통 종점 지점에 월정 요금소를 새로 설치해 이관되었으며, 왕복 4차선 확장과 함께 기존 나들목이 입체화되면서 폐쇄식 요금소가 설치되어 이 요금소가 더 이상 필요없게 되면서 폐쇄되었다.
현재 폐쇄된 새말 요금소 부지는 소초 졸음쉼터로 사용 중이다.

## 연혁
- 1972년 1월 1일 : 영동고속도로 신갈 분기점 ~ 새말 나들목 구간이 유료화와 함께 본선요금소로 영업 개시[1]
- 1999년 7월 15일 : 새말 요금소 ~ 월정 요금소 구간이 왕복 4차선 확장 개통되면서 월정 요금소 설치 및 새말 요금소 폐쇄[2]